# Гербст, Иоганн Фридрих Вильгельм
Иоганн Фридрих Вильгельм Гербст (нем. Johann Friedrich Wilhelm Herbst) — немецкий естествоиспытатель и энтомолог.
Изучал теологию в Галле, затем работал воспитателем. С 1769 года служил священником в прусской армии. С 1798 года работал дьяконом, а с 1805 и до своей смерти — архидьяконом в Мариенкирхе в Берлине. Увлекался зоологией, занимался систематикой насекомых. Имел очень большую коллекцию насекомых. Опубликовал несколько работ. Женился в 1770 году в Берлине. Детей не имел. Умер в Берлине.